# There's Nothing Holdin' Me Back
There's Nothing Holdin' Me Back è un singolo del cantante canadese Shawn Mendes, pubblicato il 21 aprile 2017 come terzo estratto dal secondo album in studio Illuminate.

## Video musicale
Il 20 giugno 2017 è stato pubblicato su YouTube il video musicale, nel quale Shawn Mendes e la sua fidanzata sono i protagonisti, quest'ultima è interpretata dall'attrice Ellie Bamber, insieme nel corso di quella che sembra essere una vacanza romantica in alcune capitali europee camminando fianco a fianco, mano nella mano e ridendo tra loro come una normale coppia di innamorati.

## Classifiche

### Classifiche settimanali
| Classifica (2017)     | Posizione massima |
| --------------------- | ----------------- |
| Australia             | 4                 |
| Austria               | 3                 |
| Belgio (Fiandre)      | 3                 |
| Belgio (Vallonia)     | 12                |
| Canada                | 6                 |
| Corea del Sud         | 17                |
| Danimarca             | 4                 |
| Filippine             | 22                |
| Finlandia             | 18                |
| Francia               | 36                |
| Germania              | 5                 |
| Grecia                | 9                 |
| Irlanda               | 3                 |
| Islanda               | 4                 |
| Italia                | 14                |
| Libano                | 14                |
| Lussemburgo           | 6                 |
| Malaysia              | 10                |
| Norvegia              | 15                |
| Nuova Zelanda         | 8                 |
| Paesi Bassi           | 8                 |
| Polonia               | 9                 |
| Portogallo            | 7                 |
| Regno Unito           | 4                 |
| Repubblica Ceca       | 8                 |
| Repubblica Dominicana | 23                |
| Romania               | 75                |
| Russia                | 69                |
| Slovacchia            | 7                 |
| Slovenia              | 4                 |
| Spagna                | 24                |
| Stati Uniti           | 6                 |
| Svezia                | 11                |
| Svizzera              | 8                 |
| Ungheria              | 6                 |

### Classifiche di fine anno
| Classifica (2017) | Posizione |
| ----------------- | --------- |
| Australia         | 10        |
| Austria           | 15        |
| Belgio (Fiandre)  | 5         |
| Belgio (Vallonia) | 39        |
| Brasile           | 65        |
| Canada            | 16        |
| Croazia           | 34        |
| Danimarca         | 7         |
| Francia           | 104       |
| Germania          | 19        |
| Italia            | 25        |
| Norvegia          | 55        |
| Nuova Zelanda     | 32        |
| Paesi Bassi       | 28        |
| Polonia           | 65        |
| Portogallo        | 20        |
| Regno Unito       | 16        |
| Slovenia          | 32        |
| Spagna            | 51        |
| Stati Uniti       | 23        |
| Svezia            | 38        |
| Svizzera          | 30        |
| Ungheria          | 17        |
| Classifica (2018) | Posizione |
| Brasile           | 160       |
| Corea del Sud     | 68        |
| Croazia           | 24        |
| Classifica (2019) | Posizione |
| Corea del Sud     | 187       |